# Bekétovo
Bekétovo (en rus: Бекетово) és un poble de l'óblast de Kursk, a Rússia, que en el cens del 2010 tenia 240 habitants. Pertany al districte rural de Gorxétxnoie.